# NGC 6471-1
NGC 6471-1 (другие обозначения — UGC 10973, MCG 11-21-23, ZWG 321.38, ZWG 322.9, PGC 60773) — спиральная галактика (Sc) в созвездии Дракон.
Этот объект входит в число перечисленных в оригинальной редакции «Нового общего каталога».